# 114 (szám)
A 114 (száztizennégy) a 113 és 115 között található természetes szám.

## A matematikában
- A prímtényezői alapján szfenikus szám.

## Egyéb használatai
- A fleróviumnak nevezett elem rendszáma
- A Koránban lévő szúrák száma
- Jézus tanításainak száma Tamás evangéliumában
- Stanley Kubrick gyakran hivatkozik a 114-es számra filmjeiben